# Seznam biskupů Církve československé husitské
Patriarchové, kteří nebyli biskupy jednotlivých diecézí, jsou uvedeni v přehledu patriarchů.
Původní čtyři diecéze (západočeská, východočeská, moravská a slezská), postupně se ustavující v letech 1921–1923, v průběhu historického vývoje církve měnily své názvy i teritoriální působnost.

## Západočeská diecéze
Západočeská diecéze (sídlo Praha) se v roce 1946 přejmenovala na pražskou a roku 1950 se z ní vydělila diecéze plzeňská; v letech 1942–1945 musel západočeský biskupský stolec zůstat vakantní – opatřovaný správci diecéze.
První dva patriarchové byli zároveň biskupy západočeské diecéze CČS.
- ThDr. Karel Farský (26. červenec 1880 – 12. červen 1927) biskup západočeský oficiálně 1923–1927, patriarcha 1924–1927
- ThDr. h. c. Gustav Adolf Procházka (11. březen 1872 – 9. únor 1942) biskup západočeský a patriarcha 1928–1942, dříve biskup východočeský 1923–1928

### Pražská diecéze
- Prof. PhDr. ThDr. h. c. Miroslav Novák (26. říjen 1907 – 5. květen 2000) biskup pražský 1946–1961, patriarcha 1961–1990
- JUDr. Josef Kupka (1. říjen 1916 – 15. březen 2002) biskup pražský 1962–1982
- Mgr. Miroslav Durchánek (11. prosinec 1920 – 2. leden 1996) biskup pražský 1982–1988
- Mgr. René Hradský (* 23. srpen 1935) biskup pražský 1989–1999
- Mgr. Karel Bican (* 25. duben 1951) biskup pražský 1999–2007
- Doc. ThDr. David Tonzar, Th.D. (* 22. květen 1972) biskup pražský 2008 – t. č. v úřadu

## Plzeňská diecéze
Plzeňská diecéze se v roce 1950 vydělila z diecéze pražské.
- Arnošt Šimšík (12. duben 1892 – 22. září 1968) biskup plzeňský 1950–1958
- Antonín Urban (17. prosinec 1909 – 2. prosinec 1967) biskup plzeňský 1958–1967
- Mgr. Jaroslav Fialka (5. březen 1924 – 19. květen 2004) biskup plzeňský 1968–1988
- Mgr. Milan Semilský (* 15. červenec 1936) biskup plzeňský 1988–1998
- Mgr. Michael Moc (* 13. duben 1950) biskup plzeňský 1998–2012
- ThDr. Filip Michael Štojdl, SChLJ (* 1. září 1975) biskup plzeňský 2012–2023
- Mgr. Lukáš Bujna (* 13. října 1979) biskup plzeňský 2023 – dosud

## Východočeská diecéze
Východočeská diecéze se sídlem v Hradci Králové přijala rovněž v roce 1946 název královéhradecká diecéze; i její biskupský stolec v letech 1941 až 1944 musel zůstat vakantní.
- ThDr. h. c. Gustav Adolf Procházka (11. březen 1872 – 9. únor 1942) biskup východočeský 1923–1928, biskup západočeský a patriarcha 1928–1942
- Stanislav Kordule (10. červen 1885 – 2. prosinec 1940) biskup východočeský (se sídlem v Hradci Králové) 1928–1940

### Královéhradecká diecéze
- JUC. Jan Amos Tabach (15. květen 1891 – 1. březen 1971) biskup královéhradecký 1945–1953
- Bohumil Skalický (15. říjen 1905 – 18. duben 1965) biskup královéhradecký 1953–1965
- Josef Pochop (6. leden 1911 – 16. listopad 1981) biskup královéhradecký 1965–1981
- Mgr. Jaromír Tuček (14. červenec 1933 – 18. únor 2011) správce královéhradecké diecéze 1981–1982; biskup královéhradecký 1982–1989; 1990–1999
- Mgr. Štěpán Klásek (* 19. září 1957) biskup královéhradecký 1999–2013
- Mgr. Pavel Pechanec (* 6. březen 1971) biskup královéhradecký 2013 – t. č. v úřadu

## Moravská diecéze
Moravská diecéze v roce 1946 přejmenována na olomouckou (přechodně byla nazývána také ostravsko-olomouckou), z ní se roku 1950 vydělila diecéze brněnská.
Moravský biskup spravoval také náboženské obce na Slovensku a Podkarpatské Rusi, které byly v období 1939 - 1945 zrušeny.
- Matěj Pavlík, Gorazd (26. květen 1879 – 4. září 1942) biskupský administrátor pro Moravu a Slezsko 1922–1924 (biskup se srbským pravoslavným svěcením)
- ThDr. Josef Rostislav Stejskal (27. duben 1894 – 18. září 1946) biskup moravský a současně správce pro Slovensko a Podkarpatskou Rus 1925–1946
- PhDr. Bohumír Cigánek (11. září 1874 – 5. leden 1957) biskup moravský 1946–1950

### Olomoucká diecéze
- František Sedláček (26. únor 1882 – 11. duben 1958) biskup olomoucký 1950–1954
- Prof. PhDr. ThDr. h. c. František M. Hník (9. únor 1905 – 28. duben 1962) biskup olomoucký 1956–1961
- Leo Marceluch (9. březen 1915 – 5. duben 2009) biskup olomoucký 1962–1987
- ThDr. Vlastimil Zítek (26. prosinec 1920 – 26. duben 2005) biskup olomoucký 1989–1999
- Mgr. Jana Šilerová (* 31. prosinec 1950) biskupka olomoucká 1999–2013
- MUDr. Rudolf Göbel (* 14. leden 1953) biskup olomoucký 2013–2020
- Mgr. Tomáš Chytil (* 19. září 1977) biskup olomoucký  2020 – t. č. v úřadu

## Brněnská diecéze
Brněnská diecéze se v roce 1950 vydělila z diecéze olomoucké.
- Václav Janota (16. červen 1904 – 23. srpen 1970) biskup brněnský 1950–1970
- Karel Pudich (9. září 1914 – 10. srpen 2013) biskup brněnský 1971–1981
- ThDr. Rudolf Medek (23. červen 1926 – 29. leden 2015) biskup brněnský 1981–1988
- Mgr. Vratislav Štěpánek (18. červen 1930 – 21. červenec 2013) biskup brněnský 1989–1999, patriarcha 1991–1994
- ThDr. Petr Šandera (* 2. prosinec 1964) biskup brněnský 1999–2013
- Mgr. Juraj Jordán Dovala (* 1974) biskup brněnský 2013 – t. č. v úřadu

## Slezská diecéze
Slezská diecéze (též radvanická nebo ostravská) byla v roce 1961 zrušena a včleněna do diecéze olomoucké.
- Ferdinand Stibor (25. září 1869 – 12. říjen 1956) biskup slezský 1923–1950 (správce církve za války 1942–1945)

### Ostravská diecéze
- Prof. ThDr. Rudolf Horský (4. prosinec 1914 – 4. srpen 2001) biskup ostravský 1951–1953
- Gabriel Chrobáček (25. červen 1897 – 14. červenec 1962) biskup ostravský 1954–1961

## Bratislavská diecéze
Náboženské obce (NO) CČS na Slovensku byly spravovány biskupem moravským, v období 1939–1945 byly zrušeny. Bratislavská náboženská obec směla od roku 1945 opět působit, případně externí duchovní mohli poskytovat služby ad hoc i členům ostatních, před válkou existujících, náboženských obcí na Slovensku. V roce 1990 byl ve Slovenské republice (součásti ČSFR) zřízen generální vikariát. Po rozdělení federace a vzniku samostatné Slovenské republiky došlo k registraci Církve československé husitské na Slovensku a generální vikariát spravoval slovenské náboženské obce až do konce roku 1999. Od roku 2000 je založena bratislavská diecéze CČSH se sídlem v Bratislavě.
- ThDr. Jan Hradil, Th.D. (* 28. září 1952) biskup slovenský 2000 – t. č. v úřadu